# Рейвен-Симон
Ре́йвен-Симо́н Кристи́на Пи́рман (англ. Raven-Symoné Christina Pearman; 10 декабря 1985, Атланта, Джорджия) — американская актриса, комедиантка, продюсер, певица, автор песен, танцовщица и фотомодель.

## Биография
Рейвен-Симон родилась 10 декабря 1985 года в городе Атланта, в столице штата Джорджия. Свою карьеру начала ещё будучи ребёнком, играя в афро-ситкомах, снимаясь на регулярной основе в «Шоу Косби» с 1989 по 1992 год. В дальнейшем снималась в другом афро-ситкоме, «Тусоваться с мистером Купером» на ABC, с 1993 по 1997 год. Также она играла дочь заглавного персонажа в кинофильмах «Доктор Дулиттл» (1998) и «Доктор Дулиттл 2» (2001). 
Наибольшей известности добилась как звезда Disney Channel, снимаясь в телефильмах «Ксенон: Девушка 21 века» и «Ксенон Z3», а также играя ведущую роль в ситкоме «Такая Рейвен» с 2003 по 2007 год. В 2008 году молодая артистка сыграла основную роль в кинофильме «Папина дочка», а в последующие годы, на фоне борьбы с ожирением, переместилась в низкопрофильные проекты, снимаясь в телефильмах для Lifetime и ABC Family, а также озвучивая мультфильмы, выходившие на Direct-to-video. В 2011 году она сыграла главную роль в закрытом после одного сезона ситкоме ABC Family «Большая Джорджия». В 2015 году она берёт на себя небольшие гостевые роли в сериалах «Империя» и «Черноватый».
В 2015 году заняла место регулярной соведущей дневного ток-шоу ABC The View.
В октябре 2014 года Рейвен-Симон совершила каминг-аут как лесбиянка. В 2015 году объявила, что уже несколько лет состоит в любовных отношениях с моделью Эшли АзМари Ливингстон. 20 октября 2015 года пара рассталась.

## Дискография
Студийные альбомы
- 1993: Here’s to New Dreams
- 1999: Undeniable
- 2004: This Is My Time
- 2008: Raven-Symone

Саундтрек-альбомы
- 2003: The Cheetah Girls
- 2004: That’s So Raven
- 2006: That’s So Raven Too!
- 2006: The Cheetah Girls 2